# Tự do
Tự do, theo triết học, liên quan đến ý chí tự do so với thuyết quyết định. Theo Oxford English Dictionary, tự do là "thực tế của việc không bị kiểm soát bởi một thế lực đối với số phận; ý chí tự do". Trong chính trị, tự do bao gồm các quyền tự do xã hội và tự do chính trị mà tất cả các thành viên cộng đồng xã hội được hưởng và là tự do dân sự. Trong thần học, tự do là tự do khỏi những ảnh hưởng của "tội lỗi, tâm lý nô lệ, hoặc mối quan hệ ràng buộc với thế gian".
Nói chung, tự do ở đây được đề cập như một quyền lợi, khái niệm theo triết học và chính trị, là khác biệt với trạng thái hoặc khả năng tự do trong đó chủ yếu, nếu không phải là độc nhất, tình trạng tự do là khả năng tự quyết, làm theo một ý chí và điều gì có quyền làm; trong khi quyền tự do liên quan đến việc không có những hạn chế tùy tiện và xem xét các quyền của tất cả những người có liên quan. Như vậy, việc thực hiện quyền tự do là tùy thuộc vào khả năng và giới hạn trong tương quan bởi quyền của những người khác.
Khái niệm quyền tự do theo quan điểm của những người theo chủ nghĩa tự do truyền thống chủ yếu là tự do của cá nhân khỏi sự ép buộc từ bên ngoài. Quan điểm của các nhà tự do xã hội đề cập nhu cầu về sự bình đẳng xã hội và kinh tế. Họ gắn kết quyền tự do với sự phân phối công bình quyền lực chính trị (dân chủ) xét trong mặt nghĩa của tự do tích cực. Họ cho rằng tự do mà không có bình đẳng thì tương đương với việc những kẻ mạnh nhất sẽ chiếm thế chi phối. Do đó, tự do và dân chủ được xem là cặp đôi gắn bó và rốt cuộc là tương phản nhau.
Trong công trình On Liberty, John Stuart Mill là người đầu tiên nhận ra sự khác biệt giữa tự do (theo mặt nghĩa là quyền tự do hành động) với tự do (theo mặt nghĩa là không có sự áp bức). Mill cố gắng định nghĩa "bản chất và giới hạn của quyền lực có thể được thực thi một cách hợp pháp bởi xã hội lên cá nhân" và theo mặt nghĩa này thì Mill mô tả tương quan đối nghịch giữa quyền tự do và quyền thế. Câu hỏi giờ trở thành "làm thế nào để điều chỉnh phù hợp giữa tính độc lập cá nhân và sự kiểm soát của xã hội". "Kỷ luật tạo nên tự do" (Randy Gage)